# Miss Teen USA 2018
Miss Teen USA 2018, fue la 36.ª edición del certamen Miss Teen USA, cuya final se llevó a cabo el 18 de mayo de 2018 en el Hirsch Memorial Coliseum, Shreveport, Luisiana. Candidatas provenientes de los 50 estados del país y el Distrito de Columbia compitieron por el título. Al final del evento Sophia Dominguez-Heithoff de Misuri coronó a  Hailey Colborn de Kansas como su sucesora 
Será la primera vez que el certamen se celebre simultáneamente con su desfile hermano Miss USA 2018, que está programado para el 21 de mayo de 2018.

## Resultados
| Posiciones         | Candidata |
| ------------------ | --- |
| Miss Teen USA 2018 | - Kansas – Hailey Colborn |
| Primera finalista  | - Carolina del Sur – Kirby Elizabeth Self |
| Segunda finalista  | - Colorado – Chloe Zambrano |
| Tercera finalista  | - Illinois – Sydni-Dion Bennett |
| Cuarta finalista   | - Carolina del Norte – Kaaviya Sambasivam |
| Top 10             | - Florida – Lou Schieffelin - Georgia – Savannah Miles - Luisiana – Lindsey Conque - Tennessee – Sofie Rovenstine - Utah – Madilen Kellogg            |
| Top 15             | - California – Janeice Love - Maryland – Caleigh Shade - Míchigan – Anane Loveday - Nevada – Britney Barnhart - Virginia Occidental – Trinity Tiffany |

## Concurso

### Selección de concursantes
Una delegada de los 50 estados y el Distrito de Columbia fueron seleccionadas en los concursos estatales celebrados entre septiembre de 2017 y febrero de 2018.

### Ronda preliminar
Antes de la competencia final, las delegadas compiten en la competencia preliminar, que implica entrevistas privadas con los jueces y un espectáculo de presentación en el que compiten en ropa deportiva y traje de noche. Se llevó a cabo el 15 de mayo, tres días antes de la final.

### Final
El grupo de 15 semifinalistas fue dado a conocer durante la competencia final.
Durante la competencia final,
- Las 15 semifinalistas compitieron en atuendo atlético, donde salieron de la competencia 5 de ellas.
- Las 10 finalistas desfilaron en una nueva rondatraje de noche, donde salieron de la competencia 5 de ellas,
- Las 5 finalistas se sometieron en una ronda de preguntas final personalizada, y la ganadora fue decidida por el panel de jueces.

### Radiodifusión
Todas las rondas del concurso se transmitieron por la web en la aplicación móvil Miss U, las páginas de Facebook y YouTube del concurso, como eventos en directo descargables disponibles en las PlayStation Stores asiáticas y americanas para las consolas PlayStation 4 y en Xbox Live para la línea de consolas Xbox One, con soporte para video 4K Ultra HD, HDR10 y audio espacial Dolby Atmos. Por primera vez, el webcast de Xbox Live estará disponible en las 42 regiones disponibles.

## Relevancia histórica del concurso

### Resultados
- Kansas gana por segunda ocasión el título la última vez fue en 1995.
- Maryland, Nevada, Utah y Virginia Occidental clasifican por segundo año consecutivo.
- California clasifica por sexto año consecutivo.
- Carolina del Norte, Carolina del Sur, Georgia, Illinois, Luisiana, Tennessee clasificaron por última vez en 2016.
- Míchigan clasificó por última vez en 2014.
- Colorado clasificó por última vez en 2011.
- Florida clasificó por última vez en 2010.
- Texas rompe una racha de clasificaciones que venia haciendo desde 2014.
- Misuri y Vermont rompen una racha de clasificaciones que venían asiendo desde 2015.

## Candidatas
51 candidatas compitieron por el título:
(En la tabla se utiliza su nombre completo, los sobrenombres van entrecomillados y los apellidos utilizados como nombre artístico, entre paréntesis; fuera de ella se utilizan sus nombres «artísticos» o simplificados).
| Estado/Territorio    | Candidata            | Edad | Residencia               |
| -------------------- | -------------------- | ---- | ------------------------ |
| Alabama              | Kennedy Cromeens     | 16   | Birmingham               |
| Alaska               | McKinley Wooten      | 17   | Wasilla                  |
| Arizona              | Macy Deak            | 16   | Scottsdale               |
| Arkansas             | Mackenzie Hinderberg | 19   | Fayetteville             |
| California           | Janeice Love         | 17   | Barstow                  |
| Carolina del Norte   | Kaaviya Sambasivam   | 18   | Winston-Salem            |
| Carolina del Sur     | Kirby Elizabeth Self | 18   | Greenwood                |
| Colorado             | Chloe Zambrano       | 16   | Fruita                   |
| Connecticut          | Elle Sauli           | 17   | Nuevo pueblo             |
| Dakota del Norte     | Ashlyn Erickson      | 18   | Fargo                    |
| Dakota del Sur       | Shania Knutson       | 16   | Viborg                   |
| Delaware             | Brynn Cerrar         | 18   | Middletown               |
| Distrito de Columbia | Madison Chambers     | 18   | Washington D. C.         |
| Florida              | Lou Schieffelin      | 17   | Pembroke Pines           |
| Georgia              | Savannah Miles       | 17   | Lawrenceville            |
| Hawái                | Kylyn Rapoza         | 18   | Hilo                     |
| Idaho                | Jacy Uhler           | 18   | Boise                    |
| Illinois             | Sydni-Dion Bennett   | 17   | Chicago                  |
| Indiana              | Ella Harrison        | 17   | Indianápolis             |
| Iowa                 | Isabella Russell     | 17   | Cedar Rapids             |
| Kansas               | Hailey Colborn       | 17   | Wichita                  |
| Kentucky             | Jordan Crozier       | 18   | Danville                 |
| Luisiana             | Lindsey Conque       | 17   | Lafayette                |
| Maine                | Erin McPherson       | 17   | Hartford                 |
| Maryland             | Sombra de Caleigh    | 18   | Cumberland               |
| Massachusetts        | Lexi Woloshchuk      | 18   | Swansea                  |
| Míchigan             | Anane Loveday        | 16   | Detroit                  |
| Minnesota            | Peyton Schroeder     | 18   | Mize                     |
| Misisipi             | Julieanna Jackson    | 15   | Mize                     |
| Misuri               | Chloe Bartlett       | 19   | Liberal                  |
| Montana              | Elley Munson         | 17   | Billings                 |
| Nebraska             | Michaela Edstrand    | 18   | Omaha                    |
| Nevada               | Britney Barnhart     | 17   | Las Vegas                |
| Nuevo Hampshire      | Natalie Jenkins      | 17   | Nashua                   |
| Nueva Jersey         | Diana Smerina        | 16   | Englishtown              |
| Nuevo México         | Madison Turner       | 18   | Mosquero                 |
| Nueva York           | Saige Guerin         | 17   | Staten Island            |
| Ohio                 | Sofia Durina         | 18   | Municipio de Springfield |
| Oklahoma             | Zoe Ferraro          | 17   | Bixby                    |
| Oregón               | Jaycie Forrester     | 16   | Tualatin                 |
| Pensilvania          | Kailey Grill         | 18   | Marte                    |
| Rhode Island         | Aliyah Moore         | 18   | Pawtucket                |
| Tennessee            | Sofie Rovenstine     | 19   | Franklin                 |
| Texas                | Brenna Flynn         | 18   | Fort Worth               |
| Utah                 | Madilen Kellogg      | 19   | Sandy                    |
| Vermont              | Alexandra Diehl      | 17   | St. Albans               |
| Virginia             | Himanvi Panidepu     | 18   | Centerville              |
| Virginia Occidental  | Trinity Tiffany      | 16   | Huntington               |
| Washington           | Summer Keffeler      | 16   | Monroe                   |
| Wisconsin            | Alexis Loomans       | 16   | Milwaukee                |
| Wyoming              | Mackenzie Kern       | 17   | Casper                   |

## Datos acerca de las delegadas
Algunas de las delegadas nacieron o viven en otro país al que representarán, o bien, tienen un origen étnico distinto:
- Anane Loveday (Míchigan) Nació en Etiopía.

Otros datos significativos de algunas delegadas:
- Britney Barnhart (Nevada) es Hermana de Miss Nevada Teen USA 2008, Lauren Hudman e hija de Miss Oklahoma USA 1982, Jill Barnhart.
- Alexandra Diehl (Vermont) Anteriormente, la mejor adolescente de Miss Vermont en 2016.

## Países disponibles
Las transmisiones de PlayStation Network y Xbox Live fue disponible solamente en estos países:

### PlayStation Network (PlayStation 4)
| - Argentina - Bolivia - Brasil - Canadá - Chile - Colombia - Corea del Sur - Costa Rica - Ecuador - El Salvador - Estados Unidos - Filipinas - Guatemala - Honduras - Hong Kong | - Japón - México - Nicaragua - Panamá - Paraguay - Perú - República de China - Singapur - Tailandia - Uruguay |

### Xbox Live (Xbox One, Xbox One S y Xbox One X)
| - Alemania - Arabia Saudita - Argentina - Australia - Austria - Bélgica - Brasil - Canadá - Chile - China - Colombia - Corea del Sur - Dinamarca - EAU - Eslovaquia - España - Estados Unidos - Finlandia - Francia - Grecia - Hong Kong - Hungría - India - Irlanda - Israel - Italia | - Japón - México - Noruega - Nueva Zelanda - Países Bajos - Polonia - Portugal - Reino Unido - República Checa - República de China - Rusia - Singapur - Sudáfrica - Suecia - Suiza - Turquía |